# Euchrysops migiurtiniensis
Euchrysops migiurtiniensis är en fjärilsart som beskrevs av Henry Stempffer 1946. Euchrysops migiurtiniensis ingår i släktet Euchrysops och familjen juvelvingar. Inga underarter finns listade i Catalogue of Life.